# 中南街道 (广州市)
中南街道，是中华人民共和国广东省广州市荔湾区下辖的一个乡镇级行政单位。

## 行政区划
中南街道下辖以下地区：
海中社区会和海南社区会。

## 交通

### 地铁
- █广佛线：菊树站